# Rajon At-Baschy

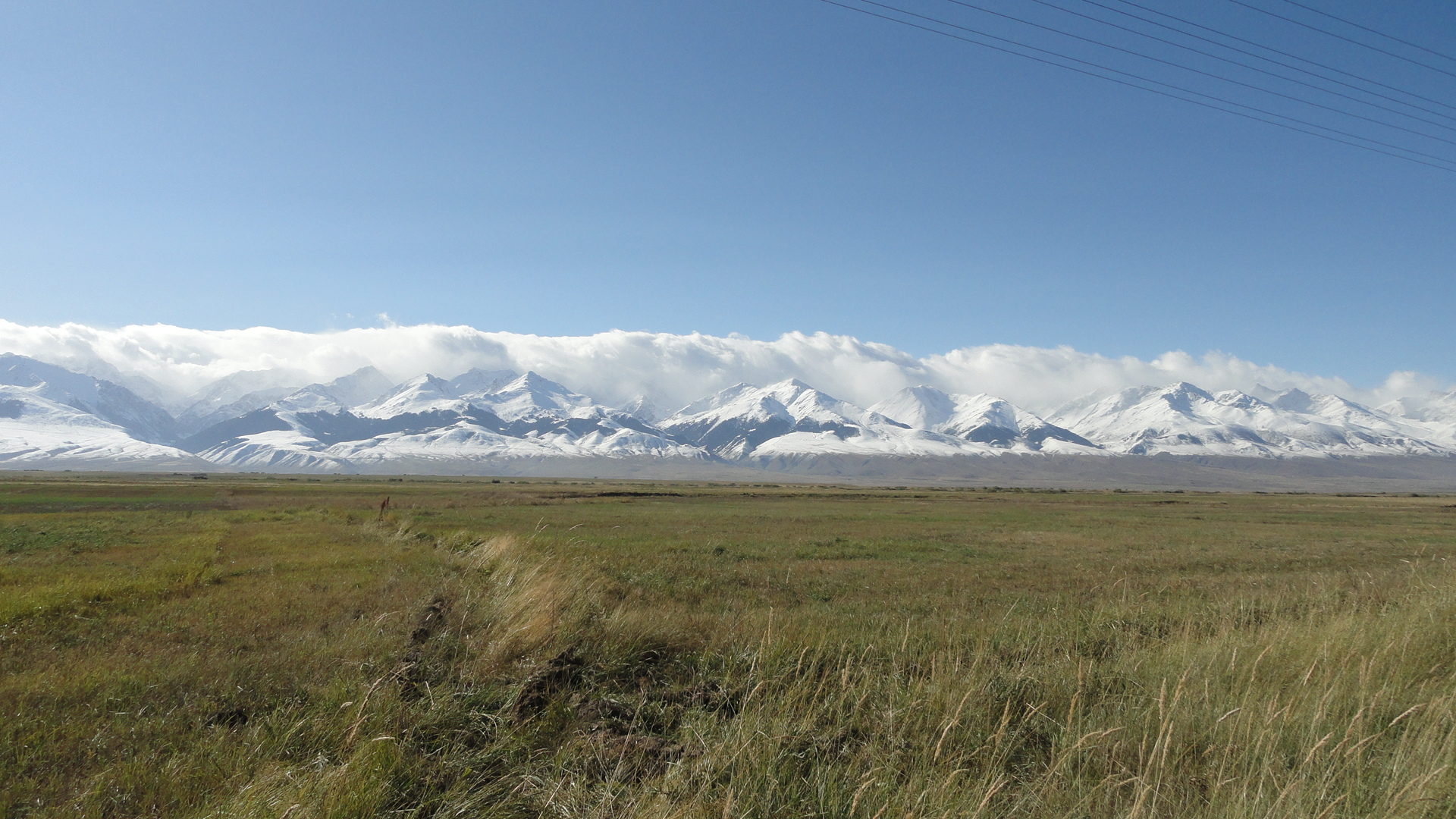
Rajon At-Baschy: Blick auf das At-Baschy-Gebirge

Der Rajon At-Baschy (kirgisisch Ат-Башы) ist ein Rajon (Landkreis) im äußersten Süden des Oblus Naryn der zentralasiatischen Republik Kirgisistan mit 60.874 Einwohnern (Stand 2022). Er grenzt im Süden an das Uigurische Autonome Gebiet Xinjiang in China, das über den 3752 m hohen Torugart-Pass erreicht wird. Der Rajon hat die COATE-Nummer 41704220000000.

## Geographie
Das Gebiet des Rajons besteht aus Hochgebirgsketten und einigen Hochgebirgsplateaus, die alle auf einer Höhe von mehr als 2000 m und im äußersten Süden sogar von über 3000 m liegen. Der den Rajon von Ostnordosten nach Westsüdwesten durchquerende, 135 km lange At-Baschy-Gebirgszug ragt bis auf eine Höhe von 4786 m hinauf, das Torugartgebirge im Süden bis auf 5108 m. Die wichtigsten Flüsse sind der Aksai, der At-Baschy und der Karakojun. In der Nähe des Torugart-Passes liegt auf 3520 m Höhe der abflusslose, 170,6 km² große See Tschatyrköl (kirgisisch: Чатыркөл).

## Bevölkerung, Verkehr, Tourismus
Der 15.354 km² große Rajon ist aufgrund seiner Geographie und seines Klimas nur sehr dünn besiedelt: seine Bevölkerung zählte 61.793 Personen im Jahre 2015. Die Nationalstraße EM-07 (ehemals sowjetisch A365), die von der Gebietshauptstadt Naryn zum Torugart-Pass und nach Kaschgar in Xinjiang führt, verläuft auf ihren letzten 180 km durch den Rajon.
Sehenswert ist, neben der eindrucksvollen Hochgebirgslandschaft, die gut erhaltene, aus dem 15. Jahrhundert stammende ehemalige Karawanserei Tasch Rabat (kirgisisch: Таш Рабат); sie steht auf 3105 m Höhe im Tal des gleichnamigen Flusses, einem Nebenfluss des Karakojun, an dessen Oberlauf.

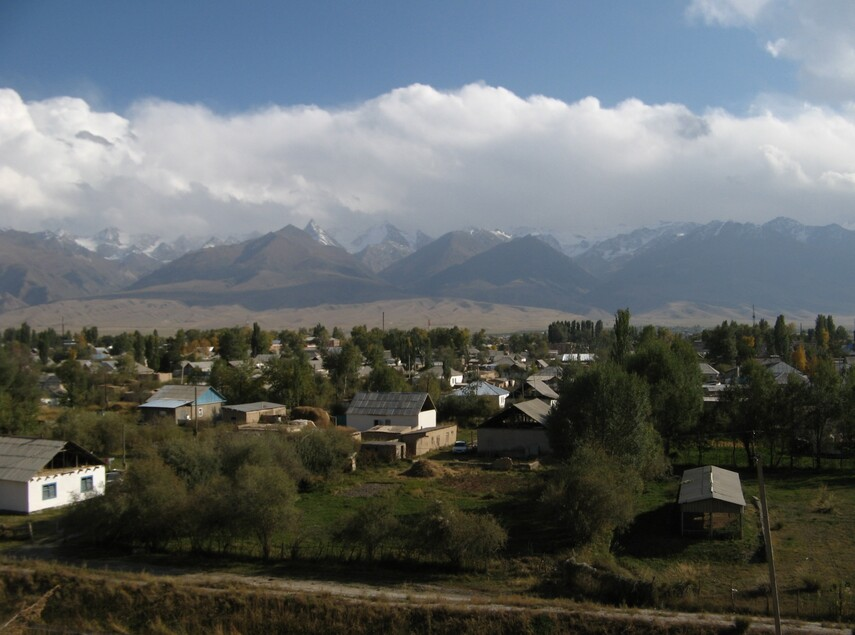
Das Dorf Atbaschy
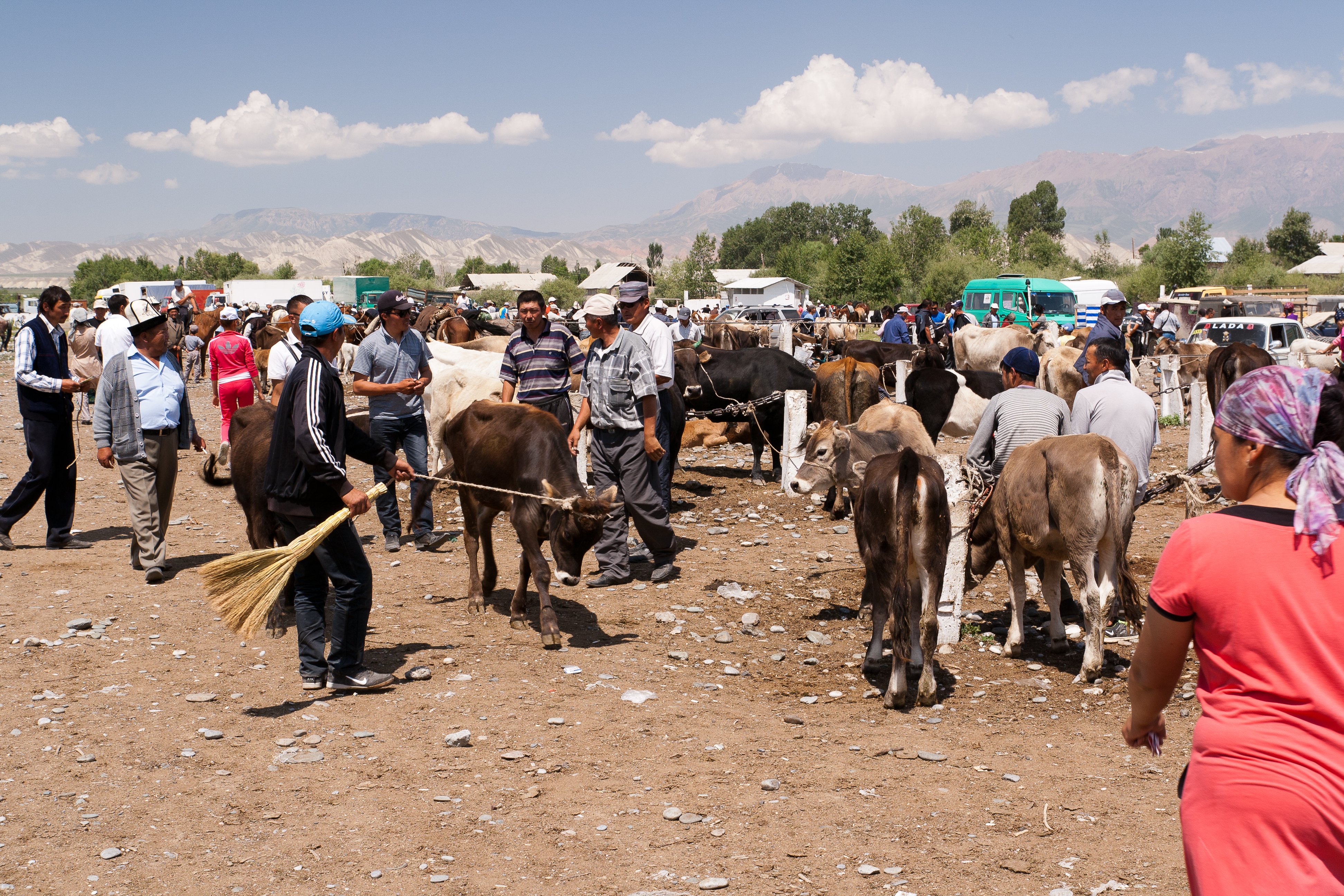
Lebendviehmarkt in Atbaschy (Juli 2012)
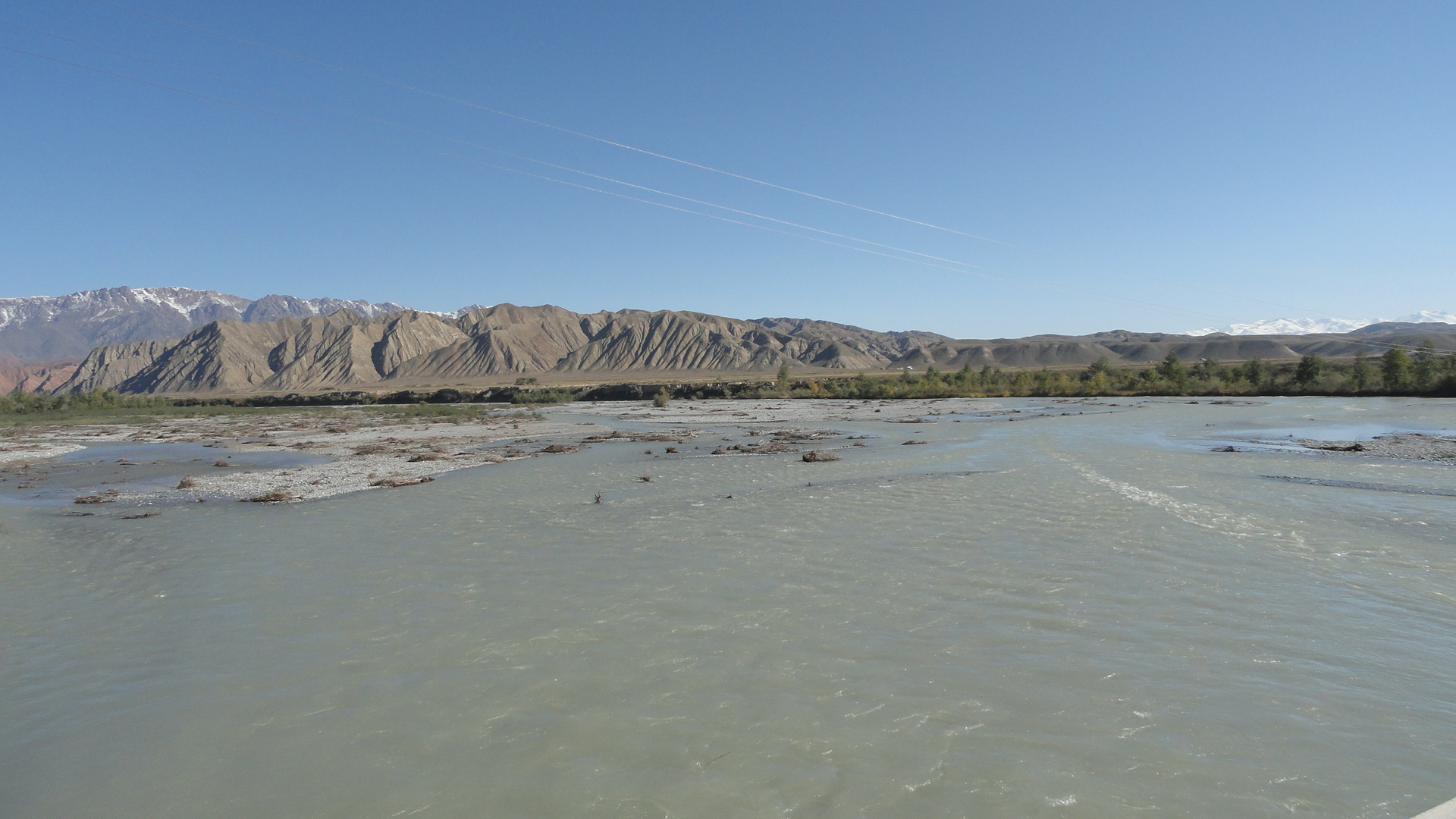
Der Atbaschy-Fluss
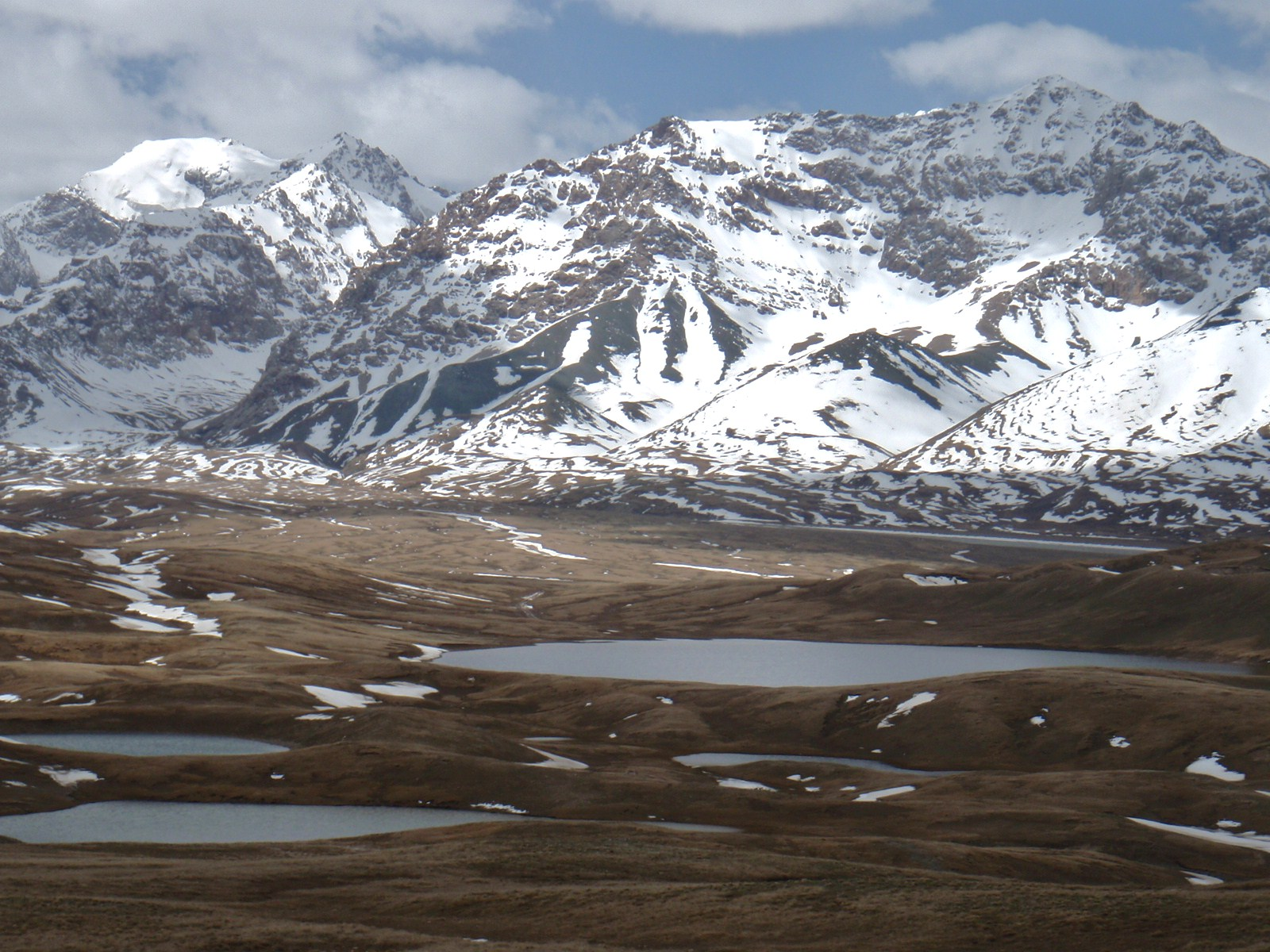
Landschaft im Süden des Rajons
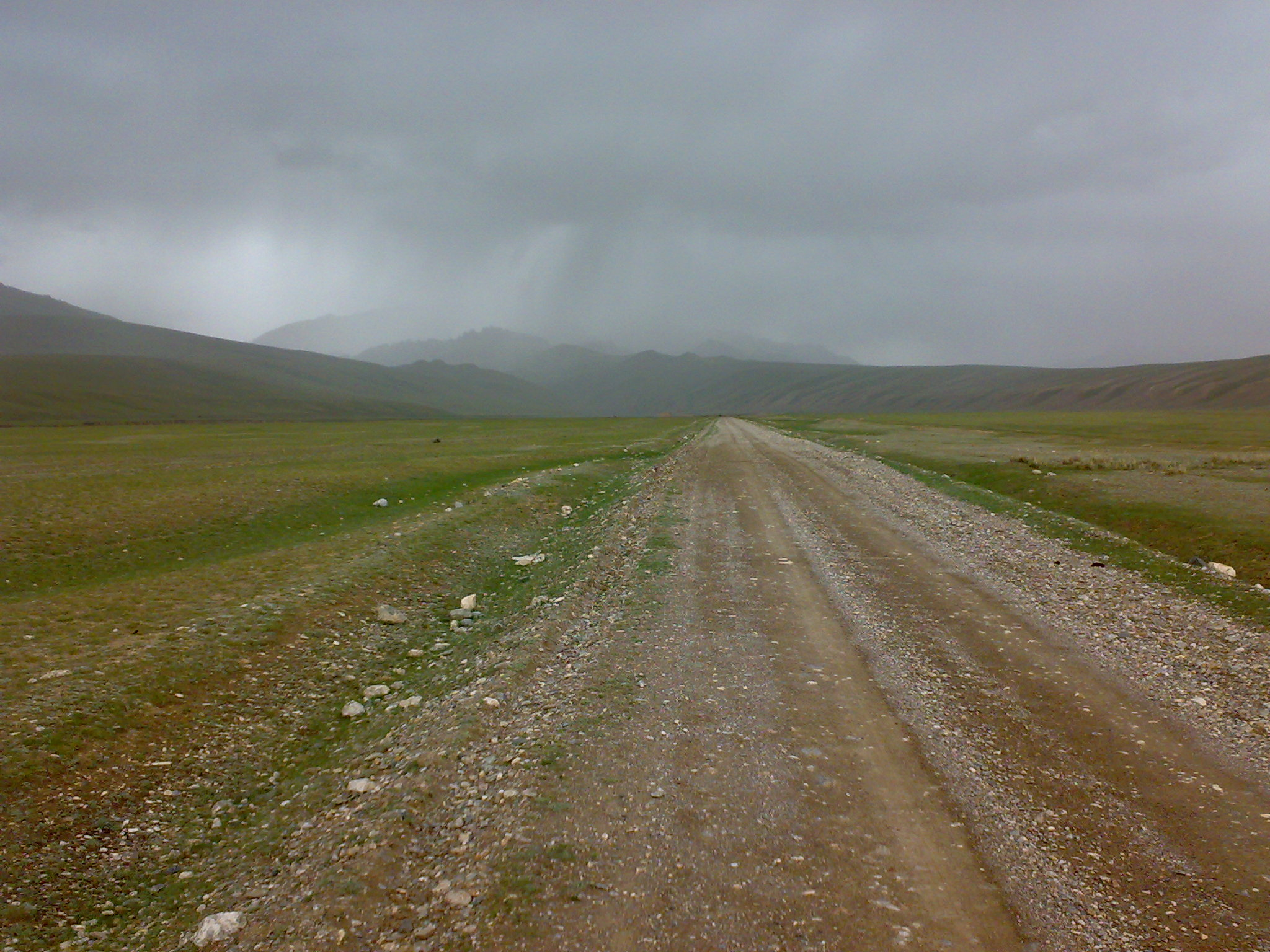
Typische Piste im Atbaschy-Becken
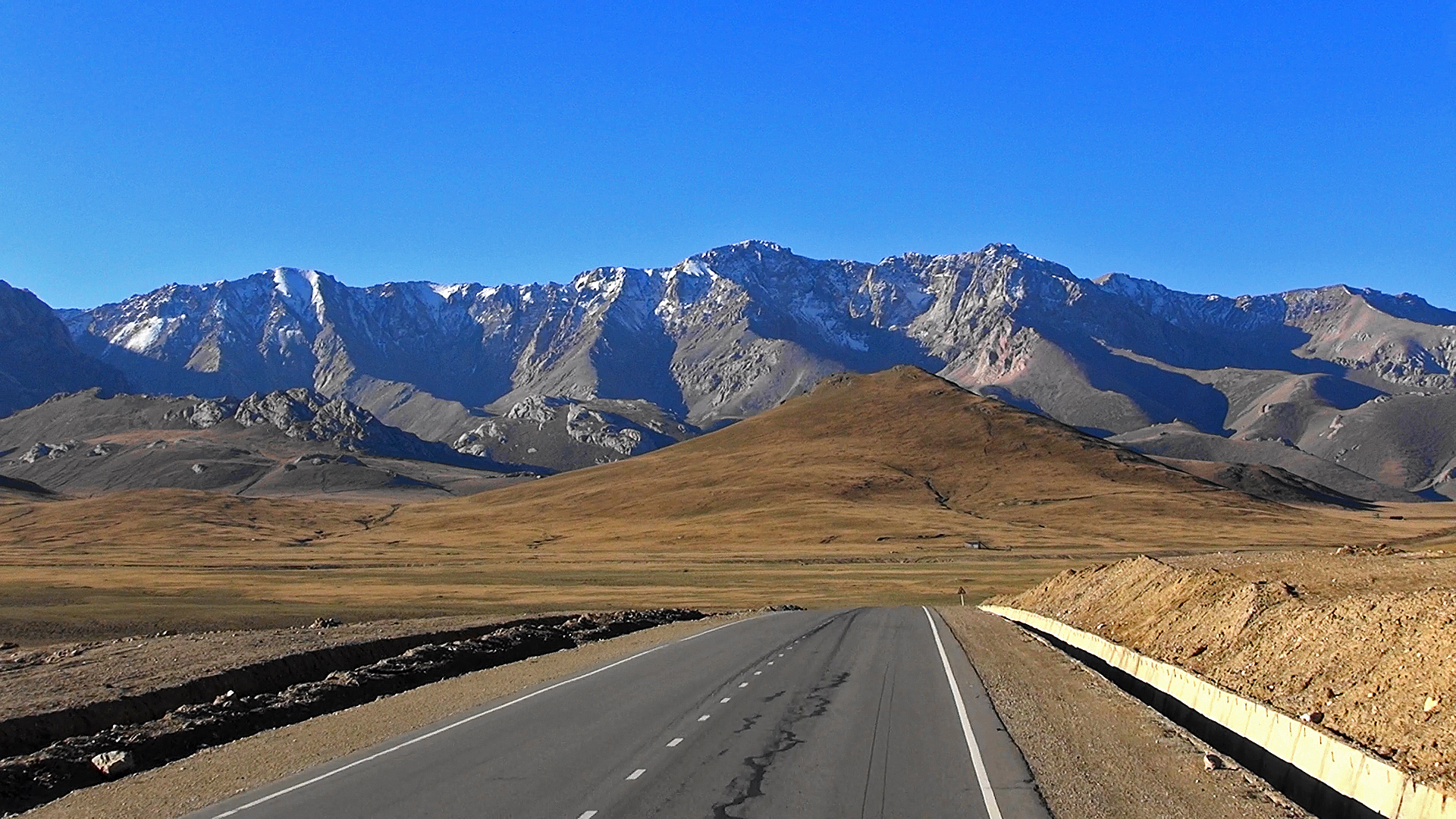
Die Straße EM-07 (ehemals A365) zum Torugart-Pass
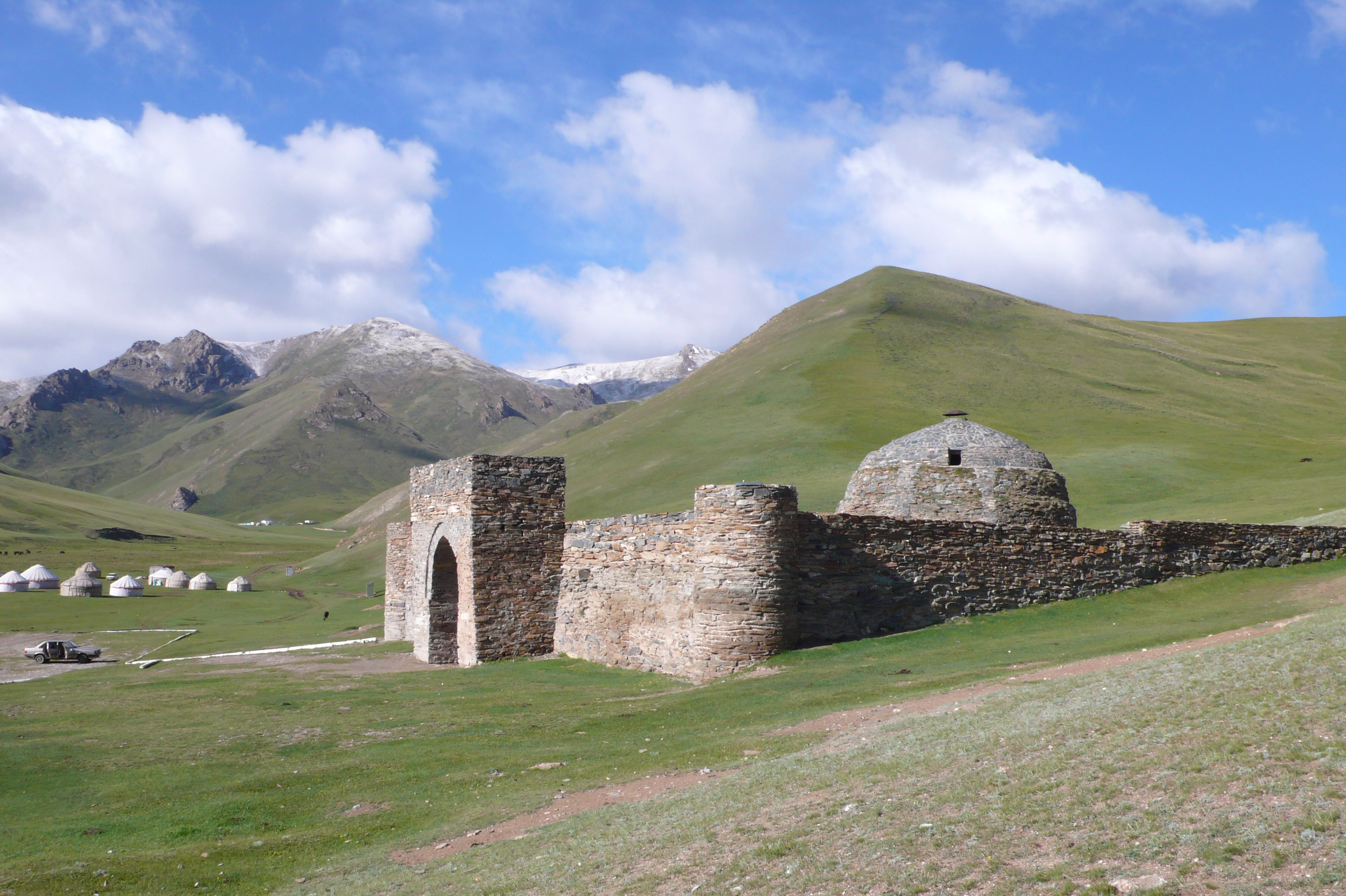
Tasch Rabat
Der Tschatyrköl-See und das Torugart-Gebirge

## Bevölkerung
| Jahr | Einwohnerzahl |
| ---- | ------------- |
| 1939 | 21.225        |
| 1970 | 32.820        |
| 1979 | 39.036        |
| 1989 | 44.872        |
| 1999 | 45.219        |
| 2009 | 49.238        |
| 2022 | 60.874        |

## Verwaltung
Verwaltungssitz ist At-Baschy. Der Rajon ist in elf Landgemeinden (aiyl okrug) unterteilt, die aus insgesamt 19 Dörfern bestehen. Diese sind:
| Gemeinde       | Kirgisisch  | COATE Nummer   | Dorf                       | Kirgisisch                    | COATE Nummer                                 | Einwohner (2015) |
| -------------- | ----------- | -------------- | -------------------------- | ----------------------------- | -------------------------------------------- | ---------------- |
| Ak-Dschar      | Ак-Жар      | 41704220803000 | Ak-Dschar                  | Ак-Жар                        | 41704220803010                               | 5273             |
| Ak-Moyun       | Ак-Моюн     | 41704220806000 | Ak-Moyun Birlik            | Ак-Моюн Бирлик                | 41704220806010 41704220806020                | 2502 1478        |
| Ak-Mus         | Ак-Муз      | 41704220807000 | Ak-Mus                     | Ак-Муз                        | 41704220807010                               | 3893             |
| Ak-Talaa       | Ак-Талаа    | 41704220808000 | Kalinin Terek-Suu          | Калинин Терек-Суу             | 41704220808010 41704220808020                | 3391 2022        |
| At-Baschy      | Ат-Башы     | 41704220812000 | At-Baschy                  | Ат-Башы                       | 41704220812010                               | 13690            |
| Atscha-Kaiyndy | Ача-Кайыңды | 41704220813000 | Atscha-Kaiyndy             | Ача-Кайыңды                   | 41704220813010                               | 4371             |
| Bash-Kaiyndy   | Баш-Кайыңды | 41704220817000 | Bash-Kaiyndy Bolschewik    | Баш-Кайыңды Большевик         | 41704220817010 41704220817020                | 4752 1031        |
| Kasybek        | Казыбек     | 41704220830000 | Kasybek Dschany-Kutsch     | Казыбек Жаңы-Күч              | 41704220830010 41704220830020                | 4520 1104        |
| Kara-Kojun     | Кара-Коюн   | 41704220832000 | Kysyl-Tuu Kara-Bulun       | Кызыл-Туу Кара-Булуң          | 41704220832010 41704220832020                | 2076 1731        |
| Kara-Suu       | Кара-Суу    | 41704220836000 | Kara-Suu Dyikan            | Кара-Суу Дыйкан               | 41704220836010 41704220836020                | 5428 1042        |
| Taldy-Suu      | Талды-Суу   | 41704220845000 | Taldy-Suu Özgörusch 1. Mai | Талды-Суу Өзгөрүш Биринчи Май | 41704220845010 41704220845010 41704220845010 | 1634 761 1094    |